# Knife River, Montana
Knife River är en ort i Richland County, Montana, USA.